# ديمقراطية عالمية
الديمقراطية العالمية هي نظرية سياسية تستكشف تطبيق قواعد الديمقراطية وقيمها في المجال عبر الوطني والعالمي. يدّعي هذا الشكل من الديمقراطية أنّ الحكم العالمي للشعب من قبل الشعب ولأجل الشعب أمر ممكن ومطلوب. من الكتاب الذين يدافعون عن الديمقراطية العالمية: إيمانويل كانت وديفيد هيلد ودانيال آركيبوج وريتشارد أ. فلك وماري كالدور. يكون القرار في نموذج الديمقراطية العالمية بيد المتأثرين به مع تجنّب الشكل الهرمي للسلطة. ينبغي تعديل الممارسة الديمقراطية لمراعاة إرادة أصحاب المصلحة وفقًا لطبيعة القضايا المطروحة، ويمكن القيام بذلك إما من خلال المشاركة المباشرة لأصحاب المصلحة أو عبر ممثلين منتخبين من قِبلهم. يعتبر النموذج الذي ينادي به الديمقراطيون العالميون نظامًا كونفدراليًا لامركزيًا -أي حكمًا عالميًا دون حكومة عالمية- على عكس نماذج الحكم العالمي الأخرى المدعومة من مفكرين يدعون إلى الفدرالية العالمية الكلاسيكية -مثل ألبرت أينشتاين.

## أصل النموذج وتطوره
أعطى انتصار الدول الليبرالية الغربية التي أنهت الحرب الباردة الأمل في أن تتّبع العلاقات الدولية مُثل الديمقراطية وسيادة القانون. طورت مجموعة من المفكرين في أوائل تسعينيات القرن الماضي المشروع السياسي للديمقراطية العالمية بهدف تقديم حجج فكرية تدعم انتشار الديمقراطية داخل الدول وعلى المستوى العالمي. حقق هذا الفكر بعض النجاحات المهمة في مجال التحول الديمقراطي داخل الدول، ولكنه لم يحقق الكثير من التقدم في مجال تحقيق الديمقراطية العالمية.
دعم الفيلسوف السياسي يورغن هابرماس وعالم الاجتماع أولريش بيك ضرورة توسيع نطاق الإجراءات الديمقراطية لمستوى عالمي.
لاقت الديمقراطية العالمية انتقادات من وجهات نظر واقعية ماركسية مجتمعية متعددة الثقافات. عبّر المُنظِّر الديموقراطي روبرت دال عن شكوكه حول إمكانية توسيع الديمقراطية في المنظمات الدولية إلى درجة كبيرة، لأنه يعتقد أن الديمقراطية تتلاشى مع زيادة الحجم. يشير معارضو نهج دال إلى حقيقة أن الدول الأكبر ليست بالضرورة أقل ديمقراطية؛ إذ لا يوجد ارتباط بين إقبال الناخبين وحجم السكان. وفي الواقع، يكون الإقبال أصغر في البلدان التي يقل عدد سكانها عن 100000 مواطن.

## البرنامج السياسي
بدأت فكرة الديمقراطية العالمية بالدعوة إلى تقويم المنظمات الدولية، ويُقصَد بذلك المحكمة الجنائية الدولية والبرلمان العالمي المنتخب مباشرةً أو الجمعية العالمية للحكومات ويُقصَد بذلك على نطاق أوسع تحويل المنظمات الدولية للنظام الديمقراطي. شكك أنصار الديمقراطية العالمية في فعالية التدخلات العسكرية حتى عندما يكون الدافع وراءها نوايا إنسانية، واقترحوا بدلًا عن ذلك الدبلوماسية الشعبية والحد من التسلح.